# Patagonie (film)
Patagonie je britsko-argentinské filmové drama. Pojednává o Velšanech spojených s velšským osídlením v Patagonii. Režisérem filmu byl Marc Evans, který je rovněž s Laurence Coriat autorem scénáře. Ve filmu hráli vedle jiných Matthew Rhys, Duffy, režisérova manželka Nia Roberts, Matthew Gravelle a Rhys Parry Jones. Premiéru měl 10. června 2010 na Seattleském mezinárodním filmovém festivalu. Britská premiéra proběhla až v březnu 2011 v Cardiffu.